# Hünername
Hünername (slovensko Knjiga talentov) je ilustriran rokopis, napisan v poznem 16. stoletju na osmanskem dvoru in od takrat shranjen v palači Topkapı v Istanbulu. Knjiga vsebuje zgodovino sultanov Osmanskega cesarstva, zlasti Sulejmana Veličastnega. Vezana je v dva zvezka in ilustrirana z 89 dvostranskimi miniaturami. Hünername je eden od najbolj znanih osmanskih rokopisov.

## Zgodovina
Pisanje zgodovine v slavo osmanskih sultanov sta začela uradna zgodovinopisca Fethulah Arifi Çelebi (umrl 1561/1562) in Širvanli Eflatun (umrl 1569/1570).  Po približno desetletni prekinitvi, ki je ustrezala obdobju vladavine Selima II., je pisanje nadaljeval njun naslednik Sejjid Lokman, ki ga je za uradnega zgodovinarja postavil Murat III. Nadaljevanje je začel pisati v začetku leta 1578, morda na pobudo velikega vezirja Mehmed paše Sokolovića, katerega varovanec je bil. Načrtovani so bili štirje zvezki, vendar sta bila izdana samo dva. Zadnja dva naj bi bila posvečena zgodbi o Selimu II. in Muratu III. Osnutek je bil končan v letih 1579–1580, pisanje pa se je nadaljevalo nekaj let kasneje. Rokopis so ilustrirali v cesarski delavnici, ki jo je takrat vodil Nakkaş Osman. Prvi zvezek je bil dokončan leta 1584, drugi pa leta 1588.
Rokopis je od nastanka shranjen v knjižnici palače Topkapi. 

## Vsebina
Prvi zvezek je posvečen prvim devetim osmanskim sultanom. Vsebuje 37 miniatur, vključno s portreti vsakega monarha, pa tudi ilustrirane pripovedi o njihovem pogumu in inteligenci. Knjiga se začne s predstavitvijo palače Topkapi in njenih dvorišč.
Drugi zvezek je posebej posvečen vladavini Sulejmana Veličastnega. Vsebuje 52 miniatur, ki ponazarjajo vrline vladarja v lovu in vojni, pa tudi njegovo velikodušnost in pobožnost. Besedilo ni napisano kot zgodba, temveč kot opis lastnosti popolnega človeka in njegove bližine s prerokom Mohamedom. Ilustracije poudarjajo tudi vlogo Mehmed paše Sokolovića, ki je bil veliki vezir sultanov Sulejmana I. in Murata III.